# Valandovo
Valandovo (makedonski: Валандово) je gradić od 4 402 stanovnika na jugoistoku Republike Makedonije, u kraju koji se zove Bojmija. 
Sjedište je istoimene Općine Valandovo, koja ima oko 11 890 (popis iz 2002.) stanovnika.

## Zemljopisne odlike
Valandovo je smješteno na južnim padinama planine Plavuš u jugoistočnoj Makedoniji, u blizini granice s Grčkom i Bugarskom u Gevgelijsko-valandovskoj kotlini. Kroz grad teče Аnska reka koja nedaleko ima uvir u rijeku Vardar. 
Valandovo je mjesto križanja puteva prema Strumici ili prema Dojranu ili pak prema magistralnoj cesti E75 Skopje-Solun. Kraj oko Valandova Bojmija zbog blizine Egejskog mora ima sredozemnu klimu, te se uzgajaju i tipično mediteranske kulture poput maslina, smokava i šipka. 

## Povijest
U blizini grada, na brdu Isar kod sela Marvinci nalazi se važno arheološko nalazište; po mnogim ekspertima to bi mogao biti antički grad Idomena (s takozvanog teritorija Amphacsitida, odakle se razvila antička makedonska država s gradovima; Idomena, Gortinia i Atalanta). Kod sela Dedeli, nalazi se nekropola iz željeznog doba s Mozaicima iz Valandova.
Stanovnici Valandova vole reći za svoje mjesto da je za Rimskog Carstva bilo znano kao mali Konstantinopolis, a u srednjem vijeku kao mjesto Markovih Kula. 
Valandovo se prvi put spominje kao naselje u dokumentu srpskog cara Stefana Dušana iz 12. lipnja 1349. pod imenom 'Alavandovo'.
7. prosinca 1899. u vrijeme Osmanskog Carstva dogodila se  Valandovska afera kada je uhićeno više od 250 simpatizera VMRO-a iz mjesta i okolice zbog svoje revolucionarne aktivnosti.

## Kultura
Pored Valandova na planini Plavuš nalazi se Manastir Sv. Đorđa, čiji temelji potječu od istoimene crkve iz 1349. Dolaskom Turaka crkva je pretvorena u manastir gradnjom zidova oko nje. Objekt je doživio brojne pregradnje tijekom prošlih stoljeća.
Valandovo od 1985. godine ugošćuje Valandovski festival, festival makedonske narodne glazbe. Od 1989. godine, festival se održava na otvorenoj pozornici s 1 200 sjedala i sve to prenosi i nacionalna televizija, tako da taj događaj ima brojne poklonike. Valandovski festival do danas je izdao preko 35 ploča i audio i video kazeta.
Zanimljivo je da je 1993. godine festival održan u gradu Sydneyu, Australija jer tamo živi veliki broj Makedonaca.

## Gospodarstvo
Glavna gospodarska grana je poljoprivreda, osobito ratarstvo (žitarice, vinogradarstvo, povrtlarstvo, duhan). 
U posljednjim desetljećima prošlog stoljeća razvila se je i industrija; tvornica konditorskih proizvoda 9 noemvri i tekstilna tvornica.

## Vanjske poveznice
- Povijest Valandova na stranicama mama-stina  Arhivirana inačica izvorne stranice od 12. veljače 2010. (Wayback Machine)
- Slike iz Valandova na flickr